# プロピオニビブリオ属
プロピオニビブリオ属（プロピオニビブリオぞく、Propionivibrio）はPseudomonadota門ベータプロテオバクテリア綱ロドシクルス目ロドシクルス科の属の一つである。グラム陰性の非芽胞形成嫌気性桿菌。鞭毛を有する。属名はプロピオン酸のビブリオを意味する。基準種はプロピオニビブリオ・ジカルボキシリクスである。
嫌気条件下の泥の中から発見された。フマル酸、マレイン酸やリンゴ酸を利用してプロピオン酸や酢酸を生産する。

## 下位分類（種）
プロピオニビブリオ属は以下の種を含む(2024年9月現在)。

### IJSEMに正式承認されている種
- Propionivibrio dicarboxylicus　プロピオニビブリオ・ジカルボキシリクス

Tanaka et al. 1991 (IJSEMリストに掲載 1991)、修正　Brune et al. 2002 (IJSEMリストに掲載 2002)
- Propionivibrio limicola　プロピオニビブリオ・リミコラ

Brune et al. 2002 (IJSEMリストに掲載 2002)
- Propionivibrio pelophilus　プロピオニビブリオ・ペロフィルス

(Meijer et al. 1999) Brune et al. 2002 (IJSEMリストに掲載 2002)
- Propionivibrio soli　プロピオニビブリオ・ソリ

Xie et al. 2023 (IJSEMリストに掲載 2023)

### IJSEMに未承認の種
- "Candidatus Propionivibrio aalborgensis"

Albertsen et al. 2016 (IJSEMリストに掲載 2023)
- "Candidatus Propionivibrio dominans"

Petriglieri et al. 2022
- "Propionivibrio militaris"　プロピオニビブリオ・ミリタリス

Thrash et al. 2010